# Arrondissement de Port-de-Paix
Arrondissement de Port-de-Paix är ett arrondissement i Haiti.   Det ligger i departementet Nord-Ouest, i den nordvästra delen av landet, 150 km norr om huvudstaden Port-au-Prince. Antalet invånare är 189 690. Arean är 800 kvadratkilometer.
Terrängen i Arrondissement de Port-de-Paix är varierad.